# Rezolucja Rady Bezpieczeństwa ONZ nr 1694
Rezolucja Rady Bezpieczeństwa ONZ nr 1694 została uchwalona 13 lipca 2006 podczas 5487. posiedzenia Rady.
Rezolucja dokonuje zmiany w strukturze Misji ONZ w Liberii (UNMIL), nie zmieniając jednak jej liczebności: zmniejsza o 125 osób limit personelu wojskowego, ale jednocześnie zwiększa o taką samą liczbę limit personelu policyjnego Misji. 